# هیانیس (نبراسکا)
هیانیس(به انگلیسی: Hyannis) روستایی در ایالت نبراسکا کشور ایالات متحده آمریکا است که جمعیت آن در سرشماری سال ۲۰۱۰ میلادی، ۱۸۲ نفر بوده‌است.